# The Monastery
The Monastery er en portrætfilm fra 2007 instrueret af Pernille Rose Grønkjær efter manuskript af Jens Arentzen.
Filmen modtog Bodilprisen for bedste dokumentarfilm ved uddelingen i 2008.

## Handling
The Monastery er historien om den 82-årige ungkarl, Vig, der aldrig har kendt til kærlighed, og Søster Amvrosija, en russisk nonne, der ved et tilfælde - eller skæbnen - bliver en del af hans liv. For 50 år siden købte Jørgen Laursen Vig Hesbjerg Slot på Fyn. Han ville lave et kloster. Nu, mange år senere, står han foran at kunne realisere planen. En gruppe russisk-ortodokse nonner er på vej, og med dem er Vigs livsdrøm på vej til at gå i opfyldelse. Men nonner har planer og viljer, og vejen til drømmen viser sig at være meget anderledes, end Vig havde forestillet sig.